# Anime News Network
Anime News Network (ANN) är en engelskspråkig nyhetssajt som rapporterar om anime, manga och japansk musik. Webbplatsen innehåller bloggar, artiklar, intervjuer, forum och en encyklopedi. Man rapporterar om ämnen relaterade till japansk populärkultur i Japan, Nordamerika och Australien.
Webbplatsen erbjuder recensioner, diskussionsforum och en omfattande encyklopedi (som listar anime och manga). Den senare är till stor del användargenererad men kontrolleras i varierande grad av en redaktion.
Anime News Network grundades juli 1998 av Justin Sevakis, översättare och manga/anime-entusiast. ANN säger sig vara den ledande engelskspråkiga nyhetskällan på Internet om anime och manga. Man ger också ut facktidningen Protoculture Addicts.
ANN presenterar separata versioner av sitt nyhetsmaterial, riktat till läsare i USA, Australien och Storbritannien.
ANN har också en egen IRC-kanal på "WorldIRC network", #animenewsnetwork.

## Källhänvisningar
Den här artikeln är helt eller delvis baserad på material från engelskspråkiga Wikipedia, 9 juni 2014.
1. 1 2  ”What is ANN?”. FAQ. Anime News Network. Arkiverad från originalet den 18 februari 2008. https://web.archive.org/web/20080218134105/http://www.animenewsnetwork.com/faq. Läst 18 februari 2008.
2. ↑  Dellamonica, A.M. (7 september 2004). ”Site of the Week - Anime News Network”. Sci Fi Weekly. SciFi.com. Arkiverad från originalet den 16 januari 2008. https://web.archive.org/web/20080116091348/http://www.scifi.com/sfw/sites/sfw11410.html. Läst 16 december 2007.
3. ↑  Protoculture Addicts (2004-09-18). ”Anime News Network and Protoculture Addicts Join Forces”. Pressmeddelande.  Läst 2008-01-22. Arkiverad från originalet den 2004-09-28.
4. ↑  ”Anime News Network Australia”. Anime News Network. 25 januari 2007. Arkiverad från originalet den 30 januari 2008. https://web.archive.org/web/20080130115047/http://www.animenewsnetwork.com/news/2007-01-25/anime-network-australia. Läst 22 januari 2008.
5. ↑  ”Re-announcing ANN UK & Australia”. Anime News Network. 25 mars 2011. http://www.animenewsnetwork.com/site-news/2011-03-25/welcome-to-ann-uk/au. Läst 8 augusti 2011.